# Аров Дамир Зямович
Дамир Зямович Аров (нар. 29 червня 1934, Київ) — математик, педагог, доктор фізико-математичних наук, професор.

## Біографія
Д. З. Аров народився 29 червня 1934 року в Києві.
У 1957 року з відзнакою закінчив фізико-математичний факультет Одеського державного університету імені І. І. Мечникова.
В 1957—1959 роках вчителював в Овідіопольському районі Одеської області, а у 1959—1962 роках навчався в аспірантурі.
З 1962 року працював в Одеському державному педагогічному інституті імені К. Д. Ушинського асистентом, старшим викладачем кафедри вищої математики, доцентом кафедри математичного аналізу. У 1987—1989 роках був завідувачем кафедри математичного аналізу, а у 1990—1995 роках — завідувачем кафедри прикладної математики та основ інформатики.
В 1995—2003 роках обіймав посаду професора, а у 2003—2004 роках — завідувача кафедри математичного аналізу. У 2004—2018 роках був професором кафедри прикладної математики та інформатики Південноукраїнського національного педагогічного університету імені К. Д. Ушинського.
У 1964 році в Ленінградському університеті захистив дисертацію «Деякі питання метричної теорії динамічних систем» на здобуття наукового ступеня кандидата фізико-математичних наук (науковий керівник — професор В. П. Потапов). В 1986 році в Інституті математики Академії Наук УРСР захистив дисертацію «Лінійні стаціонарні пасивні системи з втратами» і йому був присуджений науковий ступінь доктора фізико-математичних наук. У 1989 році  присвоєно вчене звання професора.
Читав лекції та проводив наукову роботу у Лейпцизькому (Німеччина), Амстердамському (Нідерланди), Хоккайдському (Японія), Каракаському (Венесуела) університетах, а також у науково-дослідному інституті імені  Х. Вайцмана (Ізраїль).
У 2018 році вийшов на пенсію.

## Наукова діяльність
Основні напрями наукових досліджень: теорія ймовірностей, ергодична теорія ліній. операторів та оператор-функцій, теорія розсіювання, теорія керування, обернені проблеми для канонічних систем; розроблення ААК-теорії (спільно з В. Адамяном та М. Крейном), що лягла в основу розвитку нового напрямку в теорії керування, Н∞ — оптимального контролю. Розвиток теорії лінійних пасивних систем, методу Дарлінґтона в цій теорії; розвиток теорії J-внутрішніх матриць-функцій і пов'язаних із нею проблем екстраполяції матриць-функцій та обернених проблем для канонічних  систем.
Є автором понад 120 наукових праць. Підготував біля 20 докторів та кандидатів наук.

### Праці
- О граничных значениях сходящейся последовательности мероморфных матриц-функций/ Д. З. Аров// Математические заметки. — 1979. — Т. 25, вып. 3. — С. 335—339. http://mi.mathnet.ru/rus/mz/v25/i3/p335
- Теорема Каратеодори для матриц-функций, максимальный скачок спектральных функций в проблемах продолжения/ Д. З. Аров// Математические заметки. — 1990. — Т. 48, вып. 3. — С. 3 — 11. http://mi.mathnet.ru/rus/mz/v48/i3/p3
- Условия подобия минимальных пассивных систем рассеяния с заданной матрицей рассеяния/ Д. З. Аров// Функциональный анализ и его приложения. — 2000. — Т. 34, вып. 4. — С. 71 — 74. http://mi.mathnet.ru/faa327
- Матрица рассеяния и импеданс канонической дифференциальной системы с диссипативным краевым условием, в котором коэффициент является рациональной матрицей-функцией от спектрального параметра/ Д. З. Аров// Алгебра и анализ. — 2001. — Т. 13, вып. 4. — С. 26 — 53. http://mi.mathnet.ru/aa949
- Bitangential Direct and Inverse Problems for Systems of Integral and Differential Equations/ Damir Z. Arov, Harry Dym. — Cambridge University Press, 2012. — 472 p. https://searchworks.stanford.edu/view/9755621 [Архівовано 29 жовтня 2019 у Wayback Machine.]
- К истории возникновения понятия ε-энтропии автоморфизма пространства Лебега и понятия (ε,T)-энтропии динамической системы с непрерывным временем/ Д. З. Аров// Записки научных семинаров ПОМИ. — 2015. — Т. 436.  – С. 76 — 100. http://mi.mathnet.ru/rus/znsl/v436/p76

## Відзнаки
- Премія імені М. Г. Крейна НАН України (2016 р.).